# Deutsche Gesellschaft für Bipolare Störungen
Die Deutsche Gesellschaft für Bipolare Störungen e. V. (DGBS) ist ein eingetragener Verein in Deutschland, der im Juni 1999 als Fachgesellschaft für Professionelle im Rahmen der 3rd International Conference on Bipolar Disorder, in Pittsburgh (USA) mit der Zielsetzung gegründet wurde, Menschen mit Bipolaren Affektiven Störungen zu unterstützen.
Ziele des Vereines waren seinerzeit die Förderung der klinischen und der Grundlagenforschung auf dem Gebiet der bipolaren Störung sowie die Förderung der richtigen Erkennung von bipolaren Störungen und ihre adäquate Therapie. Zudem setzte sich die DGBS das Ziel, gesellschaftlich relevante Berufsgruppen wie Politiker, Journalisten und Mitwirkende am Gesundheitssystem wie Krankenkassen, Rentenversicherungen und kassenärztliche Vereinigungen, über die volkswirtschaftliche Bedeutung bipolarer Störungen zu informieren. Patienten und Angehörige sollten motiviert werden, zur Verbesserung der klinischen Versorgungsmodalitäten beizutragen und auf relevante Berufsgruppen Einfluss zu nehmen. Die Zusammenarbeit mit anderen, nationalen und internationalen, Gesellschaften mit ähnlichen Zielsetzungen sollte angestrebt werden.
In der aktuellen Satzung sind als Zwecke des Vereines die Förderung des Gesundheitswesens, der Volksbildung, des bürgerschaftlichen Engagements im Sinne des Gedankens der Selbsthilfe sowie von Wissenschaft und Forschung festgeschrieben.
Seit 2007 ist der Vorstand des Vereins trialogisch besetzt (Erfahrungsaustausch zwischen Psychiatrieerfahrenen, Angehörigen und Fachpersonen).
Der Verein hat über 2200 Mitglieder (Stand 2021).

## Geschichte des Vereins
Im Juni 1999 wurde der Verein in Pittsburgh (USA) gegründet. Im Dezember wurde die Vereinssatzung beschlossen. Eine Mitgliedschaft war für alle Interessierten offen, obwohl darüber diskutiert wurde, diese ausschließlich Fachkreisen vorzubehalten.
Im Jahr 2000 erfolgte die Eintragung der DGBS in das Vereinsregister in Freiburg/Breisgau. Hier fand zudem die erste Jahrestagung vom 17.–18. November statt. Die 1. Geschäftsstelle des Vereins befand sich in Hamburg.
Im Jahr 2001 ging die Internetseite des Vereins online und das erste Vereinsorgan, die Fachzeitschrift psycho, wurde herausgegeben. Mit der Jahrestagung in München, die in Kooperation mit dem Horizonte e.V. erfolgte, fand offiziell die erste trialogische Tagung statt. E. Lange & Hinderk M. Emrich erhielten die Ehrenmitgliedschaft.
Im Jahr 2002 gab die DGBS das erste Weißbuch und Vademecum zu bipolaren Störungen in Deutschland heraus. Außerdem ging in diesem Jahr das Internetforum bipolar-forum.de online und bot Ratsuchenden eine Plattform um sich über die verschiedenen Themen rund um die Bipolare Störung zu informieren.
Im Jahr 2003 startete die DGBS-Schriftenreihe, und der Verein stellte sich im Bundesministerium für Gesundheit und Soziales in Berlin vor. Eine Leitlinienkommission für Bipolare Erkrankungen wurde gegründet und Bipolar-Chat-Tage, bei denen Betroffene und Angehörige Experten befragen konnten, wurden angeboten.
Im Jahr 2004 wurde von der DGBS das Bipolar-Selbsthilfe-Netzwerk BSNe, ein Zusammenschluss von Selbsthilfegruppen aus dem gesamten Bundesgebiet, ins Leben gerufen. Zudem fand die erste Konferenz für Selbsthilfegruppen in Kassel statt. Außerdem wurden im Rahmen der Vereinsorganisation Beiräte berufen und Jules Angst erhielt die Ehrenmitgliedschaft.
Seit 2005 erscheint das Mitteilungsorgan InBalance des Vereins. Ebenfalls 2005 konstituierte sich der Arbeitskreis Junge Wissenschaftler in der DGBS und der Verein nahm die Gelegenheit wahr, sich als trialogische Gesellschaft im Bundespräsidialamt vorzustellen.
Im Jahr 2006 begann der Verein Fortbildungsseminare für Ärzte in psychiatrischen Institutsambulanzen zu veranstalten. Außerdem erschien der Film: Die Pole des Saturn – Leben zwischen Manie und Depression und die ersten Seminare für Angehörige von Menschen mit Bipolaren Störungen wurden angeboten.
Im Jahr 2007 fand der 1. Gesundheitstag Bipolare Störungen in Berlin statt. Im selben Jahr wurde die Stiftung für Bipolare Störungen IN BALANCE durch die Schauspielerin Eleonore Weisgerber gegründet, worüber die ZDF-Sendung Johannes B. Kerner berichtete. Der Vorstand wurde in diesem Jahr um zwei Personen aus den Personenkreisen der von Bipolarer Störung Betroffenen und Angehörigen erweitert und somit trialogisch besetzt.
Im Jahr 2008 trat die DGBS dem Aktionsbündnis Seelische Gesundheit bei und begann die Erarbeitung der S3-Leitlinie zur Diagnostik und Therapie Bipolarer Störungen in Kooperation mit der DGPPN (Deutsche Gesellschaft für Psychiatrie, Psychotherapie und Nervenheilkunde). Die Veröffentlichung der Leitlinie erfolgte im Mai 2012 und 2019 wurde die Leitlinie aktualisiert. Außergewöhnlich daran war, dass Betroffene, Angehörige und Selbsthilfeorganisationen von Anfang an in den Erstellungs- und Aktualisierungsprozess mit einbezogen waren. Dieter Borchers wurde Ehrenmitglied.
Im Jahr 2009 wurde der Vorstand um weitere 2, auf nun insgesamt 7 Personen, erweitert. Von nun an waren, nach Möglichkeit zu gleichen Teilen, mindestens 4 Betroffene und/oder Angehörige im trialogischen Vorstand vertreten.
Im Jahr 2010 wurde die DGBS Mitglied in der BAG Selbsthilfe, begann einen Newsletter zu versenden und baute das Serviceangebot in Form eines Beratungstelefons aus. Die 10. Jubiläumstagung fand in Friedrichshafen statt.
Im Jahr 2011 wurde die Webseite überarbeitet und die Vereinszeitschrift InBalance erhielt einen Relaunch. Auf der 11. Jahrestagung in Mannheim 2011 sorgte besonders die Rede von DFB-Präsident Theo Zwanziger, die sich mit dem Thema „Spitzensport und Depression“ befasste, für mediales Aufsehen.
Im Jahr 2012 wurde die erste Bipolar-Patientenbroschüre veröffentlicht und bot Interessierten umfassende Informationen rund um die Bipolar-Affektive Störung. Die telefonische Beratung wurde durch ehrenamtliche Betroffene und Angehörige erweitert.
Im Jahr 2013 wurde das erste DGBS-Gütesiegel an die LWL-Klinik Dortmund verliehen und der Angehörigen-Arbeitskreis gegründet. Die DGBS wurde Associate Member in der International Society for Bipolar Disorders (ISBD) und gab eine Broschüre für die Behandlung der Bipolaren Affektiven Störung in der Hausarztpraxis heraus. Die S3-Leitlinie zur Diagnostik und Therapie Bipolarer Störungen wurde in Buchform veröffentlicht.
Im Mai 2014 startete die DGBS eine Veranstaltungsreihe mit dem Titel Bipolar Roadshow. In acht deutschen Städten wurde auf leicht verständliche und sehr unterhaltsame Weise mit kulturellen Veranstaltungen Informationen zur Bipolaren Störung vermittelt. Die auftretenden Künstler waren selbst bipolar betroffen und erzählten in Songs und mit einer Buchlesung von ihren Erfahrungen mit der Erkrankung und der Psychiatrie. Zudem wurden in diesem Jahr weitere beispielhafte Kliniken von der DGBS mit einem Gütesiegel ausgezeichnet und die Vorstellung des trialogischen Konzeptes des Vereins erregte internationales Interesse beim Kongress der ISBD in Seoul. Bei der Jahrestagung wurde erstmals der Aretäus Preis für besonderes Engagement im Bereich der Bipolaren Störungen verliehen. Die Vereinsorganisation entwickelte sich weiter und die Referate Betroffene und Angehörige wurden gegründet. Außerdem gründete sich die Arbeitsgruppe Selbst Betroffene Profis aus Therapeuten und Behandlern, die selbst von der Bipolaren Affektiven Störung betroffen sind. Ende 2014 startete die Seminarreihe Lernort:Selbsthilfe, ein Angebot für Aktive in der Bipolar-Selbsthilfe.
Im Jahr 2015 durchbrachen die Einträge im Bipolar Forum die 500.000er Grenze und die 15. Jubiläumstagung wurde in Essen gefeiert.
Im Jahr 2016 zog die DGBS-Geschäftsstelle nach Frankfurt/Main und der Verein präsentierte sich mit Symposien beim ISBD-Kongress in Amsterdam.
2017 wurde die Bipolar Roadshow fortgesetzt und erstmals der Jules-Angst-Preis zur Förderung von jungen Wissenschaftlern auf dem Gebiet der Bipolaren Störungen verliehen. Die Jahrestagung fand zum ersten Mal ohne Industrie-Sponsoring statt.
Im Jahr 2018 begann die Erarbeitung einer Patientenbroschüre zur S3-Leitlinie zur Diagnostik und Therapie Bipolarer Störungen. Die Selbst Betroffenen Profis wurden ein eigenständiges Referat der DGBS. Zudem wurde in der Sendung Stern TV durch Vereinsmitglieder über Bipolare Störungen berichtet.
Im Jahr 2019 fand ein Interview im Deutschlandfunk statt, die DGBS feierte ihr 20-jähriges Bestehen bei der Jahrestagung in Frankfurt/Main und es fand der erste Zukunftsworkshop zur Vereinsentwicklung statt. Das Referat Selbst Betroffene Profis erhielt den Anti-Stigma-Preis der DGPPN.
Im Jahr 2020 war die 20. Jubiläumstagung in Heilbronn geplant, wurde jedoch aufgrund der Beschränkungen durch COVID-19 abgesagt. Zudem wurde die Webseite komplett neu aufgesetzt. Schließlich fand sie dort 2021 statt.
Vorsitzender der DGBS ist seit 2019 Harald Scherk.

## Vereinsstruktur
Hauptorgane des Vereins sind die Mitgliederversammlung und der Vorstand.
Die aktive Vereinsarbeit organisiert sich hauptsächlich über fünf Referate und daraus gebildete Arbeits- und Projektgruppen.
Bei der Tagung 2013 in Greifswald wurde der Angehörigen-Arbeitskreis gegründet, der 2014 in das Referat Angehörige überging. Das Angehörigenreferat, als Pendant zum Referat Betroffene, koordiniert sämtliche Aktivitäten, bei denen sich Angehörige bipolar Erkrankter innerhalb und seitens der DGBS engagieren. Das Referat legt dabei großen Wert auf eine enge Zusammenarbeit mit den übrigen Referaten und mit anderen Organisationen ähnlicher Zielrichtung.
Das Referat Betroffene geht aus dem im Jahre 2009 durch Auflösung des Vereins Betroffenenselbsthilfenetzwerk (BSNe) entstandenen Arbeitskreis Betroffene hervor und wurde im Rahmen der Jahrestagung 2014 in Würzburg ins Leben gerufen. Ziele des Referates sind der allgemeine Austausch zur Bipolaren Störung, die Hilfe zur Selbsthilfe sowie die Koordination und Bündelung von sämtlichen Aktivitäten, bei denen sich bipolar Betroffene in trialogischen Arbeitsgruppen und sonstigen Unterstrukturen innerhalb der DGBS engagieren. Weitere wichtige Arbeitsfelder des Referates sind die Selbsthilfeunterstützung, die Planung und Entwicklung von Informationsmaterialien rund um die Bipolare Störung und das Verfassen von Stellungnahmen und Berichten als Entscheidungsgrundlage für die Vereinsarbeit.
Das Referat Forschung und Internationale Beziehungen ging 2012 aus dem seit 2006 bestehenden Arbeitskreis Junge Wissenschaftler hervor, in dem wissenschaftlich Engagierte gemeinsame Projekte durchführten. Das Referat strebt eine intensivere Vernetzung der verschiedenen deutschen forschenden Kliniken und Institute an, um eine effizientere Ausnutzung der Kapazitäten zu ermöglichen. So verfolgt es konkret die Aufgabe, den Erkenntnisgewinn zur Diagnostik und Therapie bipolarer Erkrankungen zu fördern, die Etablierung leitliniengerechter, moderner Behandlungsmethoden in der Praxis zu unterstützen und die Verbindung zu Organisationen in Deutschland und anderen Ländern, die sich ebenfalls mit Bipolaren Störungen befassen, herzustellen bzw. zu vertiefen.
Das Referat Öffentlichkeitsarbeit koordiniert alle Aktivitäten rund um die Bekanntmachung des Vereins, der Verbreitung von Informationen rund um die Bipolare Störung und die Erstellung von Informationsmaterialien für Angehörige, Behandler, Betroffene und Interessierte.
Das Referat Selbst Betroffene Profis ging aus der 2014 auf der DGBS-Jahrestagung von drei Ärztinnen mit bipolarer Störung gegründeten Arbeitsgruppe Betroffene Profis hervor. Seit 2018 ist es ein eigenständiges Referat der DGBS. Es ist offen für alle im Gesundheitswesen Tätigen, die selbst von einer bipolaren Störung betroffen sind. Dabei liegt ein Schwerpunkt auf der Selbsthilfe per E-Mail, Videokonferenz oder Telefon. Ein weiterer Fokus liegt auf der Entstigmatisierung der Erkrankung und der von ihr Betroffenen durch die Öffentlichkeitsarbeit, wie z. B. durch die aktive Teilnahme an den DGBS Jahrestagungen, der Mitgestaltung weiterer medizinischer Kongresse oder durch Interviews im Radio oder in Fachzeitschriften bezüglich der speziellen Thematik. Zudem erfolgte eine internationale Vernetzung und die Unterstützung von Forschungsvorhaben auf diesem Gebiet. Mitglieder des Referats wirken auch an der Überarbeitung der S3-Leitlinien und an der Gestaltung des Handbuchs für Betroffene und Angehörige mit.
Das Referat Versorgung hat sich zum Ziel gesetzt, die Versorgungsqualität bipolar Betroffener zu verbessern. Das soll erreicht werden, indem die Zusammenarbeit zwischen den professionellen Anbietern medizinischer Leistungen, den Betroffenen und den Angehörigen gefördert wird. Das trialogische Konzept der DGBS ist dabei die Grundlage für alle Aktivitäten des Referats. 2013 wurde ein Gütesiegel entwickelt, das als Ansporn dienen soll, das Angebotsspektrum professioneller Leistungen zu überprüfen und ggf. zu erweitern. Zu den Voraussetzungen gehört eine qualitativ hervorgehobene Versorgung. Diese beinhaltet neben den Qualitätskriterien der Behandlung, wie z. B. Orientierung der Behandlung an den S3-Leitlinien, die strukturellen und formalen Voraussetzungen des Krankenhauses bzw. der Klinik mit BipolarAmbulanz bzw. BipolarSprechstunde sowie regelmäßiger Fortbildung zu bipolaren Erkrankungen. Die Zusammenarbeit mit den örtlichen Selbsthilfe-Gruppen und den Angehörigen wird dabei ebenso erwartet wie eine Kooperation mit der DGBS auf Grundlage eines Kooperationsvertrages. Das Referat koordiniert alle Aktivitäten rund um das Gütesiegel.

## Selbsthilfe
Die Selbsthilfe ist einer der Hauptschwerpunkte der aktiven Vereinsarbeit. Die DGBS koordiniert und fördert die Einrichtung von Selbsthilfegruppen und stellt umfassende Informationsmaterialien zur Verfügung. Es bietet mit der Telefonberatung und der Mailberatung Ratsuchenden und Interessierten die Möglichkeit zum persönlichen Austausch. Außerdem betreibt die DGBS seit 2002 das Internet-Selbsthilfeforum bipolar-forum.de. Die Seminarreihe Lernort: Selbsthilfe bietet Menschen, die in der Selbsthilfe aktiv sind, oder es werden möchten, umfassende Informationen und Hilfestellung. Zudem besteht bei den Jahrestagungen die Möglichkeit des intensiven Austausches im Sinne des Trialoges zu aktuellen Themen rund um die Bipolare Störung.